# HD 115842
HD 115842，又名CP-55 5504，SAO 240765、HR 5027，是一颗恒星，视星等为6.02，位于銀經307.08，銀緯6.83，其B1900.0坐标为赤經13h 14m 36.3s，赤緯-55° 6.83′ 32″。